# Heodes mirabilis
Heodes mirabilis är en fjärilsart som beskrevs av Ruggero Verity 1919. Heodes mirabilis ingår i släktet Heodes och familjen juvelvingar. Inga underarter finns listade i Catalogue of Life.